# Río de piedra Princess Street
El río de piedra Princess Street (en inglés: Princes Street Stone Run) (51°37′S 58°07′O / -51.617, -58.117) es un gran río de piedra ubicado al norte del cerro Vernet, al este de la bahía de la Maravilla en el norte de la isla Soledad, Islas Malvinas. Ubicado también cerca de la bahía de la Anunciación, sobre el final de las Alturas Rivadavia, posee unos 4 km de largo y 400 m de ancho en un valle poco profundo con tendencia este-oeste. El sitio está situado junto a la carretera a Puerto Soledad, a unos 20 km al noroeste de Puerto Argentino/Stanley. El asentamiento más cercano es Estancia.

## Historia
Este río de piedra fue nombrado por Charles Darwin en su visita a las islas entre 1833 y 1834:

Pernety ha dedicado varias páginas a la descripción de una colina de las ruinas , los sucesivos estratos de la que justamente se ha comparado con los asientos de un anfiteatro. (...)

En muchas partes de la isla, los fondos de los valles se cubren de una manera extraordinaria por grandes fragmentos angulares sueltos innumerables de roca de cuarzo, formando "ríos de piedras". Estos han sido mencionados por la sorpresa por cada viajero desde la época de Pernety. Los bloques varían en tamaño de uno o dos metros de diámetro y diez, o incluso más de veinte veces más. Ellos no son lanzados juntos en montones irregulares, pero se extienden en hojas nivel o en grandes corrientes. No es posible determinar su espesor, pero el agua de pequeños arroyos se puede escuchar goteando a través de las piedras muchos metros por debajo de la superficie. La profundidad real es probablemente grande, porque las grietas entre los fragmentos inferiores se deben hace mucho tiempo ya que se han llenado de arena. La anchura de estas láminas de piedras varía desde unos pocos cientos de metros a un kilómetro y medio, pero el suelo de turba invade todos los días en las grietas, e incluso hace que algunos fragmentos pasan a estar juntos. En un valle al sur de la Bahía de la Anunciación, que algunos de nuestro grupo lo llamó el "gran valle de fragmentos", ya que era necesario cruzar una banda ininterrumpida de media milla de ancho, saltando de una piedra puntiaguda a otra. (...)

El "gran valle de fragmentos" de Darwin fue renombrado con su nombre actual por el de Princes Street de Edimburgo, que fue empedrado en ese momento.